# Jurinea
Jurinea là một chi thực vật có hoa trong họ Cúc (Asteraceae)..
Các loài trong chi này là bản địa châu Âu, châu Á và tây bắc châu Phi.

## Các loài
Chi Jurinea bao gồm các loài:
1. Jurinea abolinii
2. Jurinea abramowii
3. Jurinea adenocarpa
4. Jurinea akinfievii
5. Jurinea alata
6. Jurinea albicaulis
7. Jurinea albovii
8. Jurinea algida
9. Jurinea almaatensis
10. Jurinea altaica
11. Jurinea ancyrensis
12. Jurinea androssovii
13. Jurinea annae
14. Jurinea antoninae
15. Jurinea antonowii
16. Jurinea asperifolia
17. Jurinea atropurpurea
18. Jurinea aucheriana
19. Jurinea baissunensis
20. Jurinea baldschuanica
21. Jurinea bellidioides
22. Jurinea berardioides
23. Jurinea bipinnatifida
24. Jurinea blanda
25. Jurinea bobrovii
26. Jurinea bocconei
27. Jurinea botschantzevii
28. Jurinea brachypappa
29. Jurinea bracteata
30. Jurinea bucharica
31. Jurinea bulgarica
32. Jurinea bungei
33. Jurinea cadmea
34. Jurinea caespitans
35. Jurinea caespitosa
36. Jurinea capusii
37. Jurinea carduiformis
38. Jurinea cartaliniana
39. Jurinea catharinae
40. Jurinea cephalopoda
41. Jurinea ceratocarpa
42. Jurinea chaetocarpa
43. Jurinea ciscaucasica
44. Jurinea consanguinea
45. Jurinea cooperi
46. Jurinea cordata
47. Jurinea coronopifolia
48. Jurinea creticola
49. Jurinea cyanoides
50. Jurinea cynaroides
51. Jurinea czilikiniana
52. Jurinea darvasica
53. Jurinea densisquamea
54. Jurinea derderioides
55. Jurinea dobrogensis
56. Jurinea dolomiaea
57. Jurinea dolomitica
58. Jurinea dshungarica
59. Jurinea dumulosa
60. Jurinea eduardi-regelii
61. Jurinea elegans
62. Jurinea eriobasis
63. Jurinea ewersmannii
64. Jurinea eximia
65. Jurinea exuberans
66. Jurinea fedtschenkoana
67. Jurinea ferganica
68. Jurinea filicifolia
69. Jurinea flaccida
70. Jurinea gabrieliae
71. Jurinea galushkoi
72. Jurinea gedrosiaca
73. Jurinea glycacantha
74. Jurinea gnaphalioides
75. Jurinea gorodkovii
76. Jurinea gracilis
77. Jurinea grossheimii
78. Jurinea grumosa
79. Jurinea hamulosa
80. Jurinea helenae
81. Jurinea helichrysifolia
82. Jurinea heterophylla
83. Jurinea himalaica
84. Jurinea humilis
85. Jurinea iljinii
86. Jurinea impressinervis
87. Jurinea inuloides
88. Jurinea kamelinii
89. Jurinea kapelkinii
90. Jurinea karabugasica
91. Jurinea karatavica
92. Jurinea kaschgarica
93. Jurinea kazachstanica
94. Jurinea kilaea
95. Jurinea kirghisorum
96. Jurinea knorringiana
97. Jurinea kokanica
98. Jurinea komarovii
99. Jurinea kopetensis
100. Jurinea korotkovae
101. Jurinea krascheninnikovii
102. Jurinea kultiassovii
103. Jurinea kuraminensis
104. Jurinea lanipes
105. Jurinea lasiopoda
106. Jurinea leptoloba
107. Jurinea levieri
108. Jurinea lipskyi
109. Jurinea lithophila
110. Jurinea longifolia
111. Jurinea ludmilae
112. Jurinea lydiae
113. Jurinea macranthodia
114. Jurinea macrocephala
115. Jurinea mallophora
116. Jurinea margalensis
117. Jurinea mariae
118. Jurinea maxima
119. Jurinea meda
120. Jurinea merxmuelleri
121. Jurinea modesti
122. Jurinea mollissima
123. Jurinea mongolica
124. Jurinea monocephala
125. Jurinea monticola
126. Jurinea moschus
127. Jurinea mugodsharica
128. Jurinea multicaulis
129. Jurinea multiceps
130. Jurinea multiflora
131. Jurinea multiloba
132. Jurinea neicevii
133. Jurinea nivea
134. Jurinea olgae
135. Jurinea orientalis
136. Jurinea pamirica
137. Jurinea persimilis
138. Jurinea perula-orientis
139. Jurinea pilostemonoides
140. Jurinea pineticola
141. Jurinea pinnata
142. Jurinea poacea
143. Jurinea pollichii
144. Jurinea polycephala
145. Jurinea polyclonos
146. Jurinea popovii
147. Jurinea prasinophylla
148. Jurinea prokhanovii
149. Jurinea propinqua
150. Jurinea proteoides
151. Jurinea psammophila
152. Jurinea pseudoiljinii
153. Jurinea pteroclada
154. Jurinea pulchella
155. Jurinea pumila
156. Jurinea pungens
157. Jurinea radians
158. Jurinea ramosissima
159. Jurinea rhizomatoidea
160. Jurinea robusta
161. Jurinea roegneri
162. Jurinea rosulata
163. Jurinea ruprechtii
164. Jurinea salicifolia
165. Jurinea sangardensis
166. Jurinea scapiformis
167. Jurinea schachimardanica
168. Jurinea schischkiniana
169. Jurinea semenowii
170. Jurinea serratuloides
171. Jurinea shahrestanica
172. Jurinea sharifiana
173. Jurinea simplex
174. Jurinea sintenisii
175. Jurinea sosnowskyi
176. Jurinea spectabilis
177. Jurinea spiridonovii
178. Jurinea spissa
179. Jurinea squarrosa
180. Jurinea staehelinae
181. Jurinea stenocalathia
182. Jurinea stenophylla
183. Jurinea stoechadifolia
184. Jurinea subhastata
185. Jurinea suffruticosa
186. Jurinea suidunensis
187. Jurinea tadshikistanica
188. Jurinea tanaitica
189. Jurinea tapetodes
190. Jurinea tenuiloba
191. Jurinea thianschanica
192. Jurinea tortisquamea
193. Jurinea transsilvanica
194. Jurinea trautvetteriana
195. Jurinea trifurcata
196. Jurinea venusta
197. Jurinea viciosoi
198. Jurinea zakirovii